# Meshcherskiy (cráter)

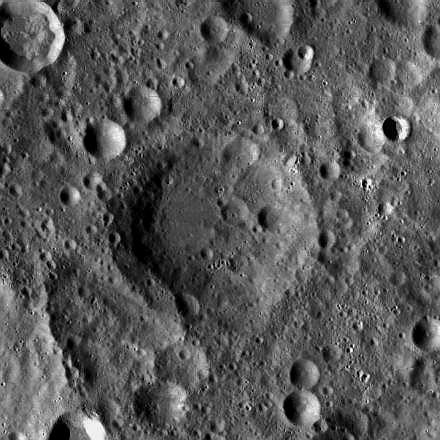
Fotografía de la misión Lunar Reconnaissance Orbiter

Meshcherskiy es un cráter de impacto que se encuentra en la cara oculta de la Luna, al este-noreste del cráter Ostwald de mayor tamaño. Al este-sureste de Meshchersky se halla el cráter Vetchinkin.
|  |

Se trata de un cráter moderadamente desgastado, con cierta erosión en el sur y el noreste. El suelo interior tiene un área de superficie de bajo albedo en su parte sur. El resto del suelo es más irregular en la mitad oriental.
Antes de ser nombrado en 1970 por la UAI, este cráter era conocido como "Cráter 214".

## Cráteres satélite
Por convención estos elementos se identifican en los mapas lunares colocando la letra en el lado del punto medio del cráter que está más cercano a Meshcherskiy.
|              | \| Meshcherskiy \| Coordenadas \| Diámetro \| \| ------------ \| ------------------------------ \| -------- \| \| K \| 9°36′N 126°48′E / 9.6, 126.8 \| 17 km \| \| X \| 16°00′N 124°12′E / 16.0, 124.2 \| 39 km \| |          |
| Meshcherskiy | Coordenadas | Diámetro |
| K            | 9°36′N 126°48′E / 9.6, 126.8 | 17 km    |
| X            | 16°00′N 124°12′E / 16.0, 124.2 | 39 km    |